# ヴィエトリ・ディ・ポテンツァ
ヴィエトリ・ディ・ポテンツァ（イタリア語: Vietri di Potenza）は、イタリア共和国バジリカータ州ポテンツァ県にある、人口約2,800人の基礎自治体（コムーネ）。

## 地理

### 位置・広がり

#### 隣接コムーネ
隣接するコムーネは以下の通り。括弧内のSAはサレルノ県（カンパニア州）所属を示す。
- バルヴァーノ
- カッジャーノ (SA)
- ピチェルノ
- ロマニャーノ・アル・モンテ (SA)
- サルヴィテッレ (SA)
- サヴォイア・ディ・ルカーニア